# 艾塔納山

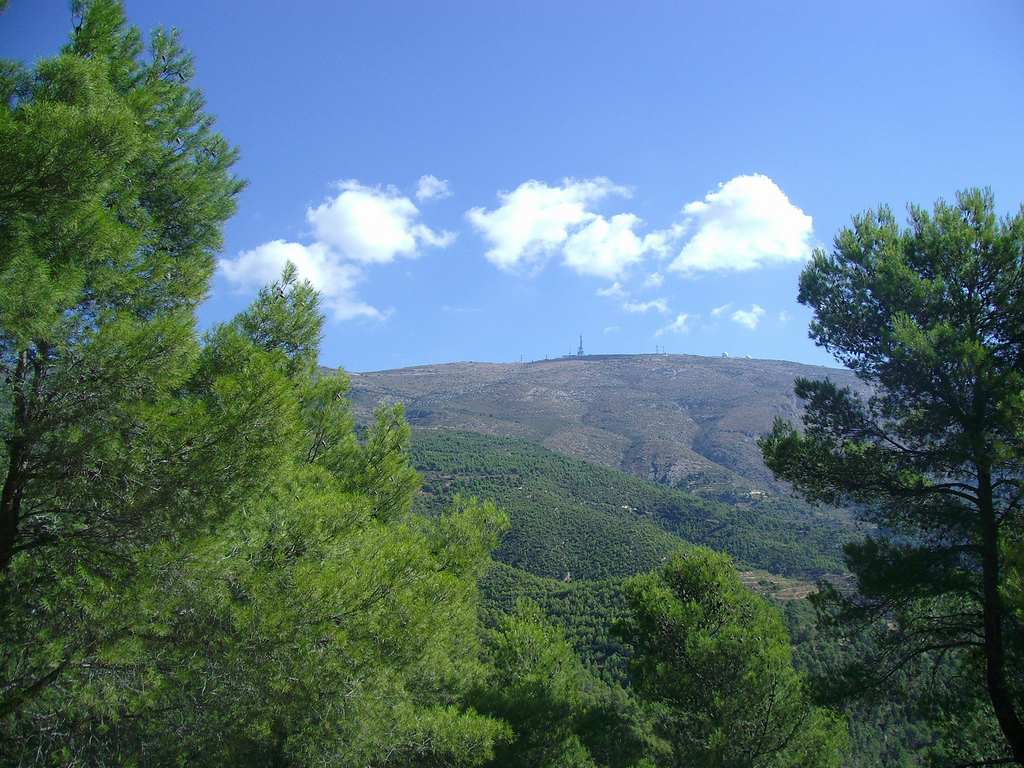

38°39′39″N 0°16′29″W / 38.66083°N 0.27472°W
艾塔納山（西班牙語：Sierra de Aitana），是西班牙的山峰，位於伊比利亞半島，屬於普雷貝蒂科山脈的一部分，長8公里、寬3公里，面積20平方公里，海拔高度1,558米，該山峰由石灰岩組成。